# یواس‌اس ساندالوود (ای‌ان-۳۲)
یواس‌اس ساندالوود (ای‌ان-۳۲) (به انگلیسی: USS Sandalwood (AN-32)) یک کشتی بود که طول آن ۱۶۳ فوت ۲ اینچ (۴۹٫۷۳ متر) بود. این کشتی در سال ۱۹۴۱ ساخته شد.